# ماكس بيكر
ماكس بيكر هو سياسي ألماني، ولد في 25 مايو 1888 في كاسل في ألمانيا، وتوفي في 29 يوليو 1960 في هايدلبرغ في ألمانيا. نشط حزبياً في الحزب الديمقراطي الحر. وقد انتخب ممثل الجمعية البرلمانية لمجلس أوروبا ‏ لترشحه ضمن قائمة ألمانيا، (7 أغسطس 1950 – 21 سبتمبر 1960) وانتخب عضو في برلمان هسن ‏ وانتخب عضو في البوندستاغ الألماني خلال فترته النيابية ‏ (7 سبتمبر 1949 – 7 سبتمبر 1953).

## وصلات خارجية
- ماكس بيكر على موقع مونزينجر (الألمانية)